# Supernatural (album)

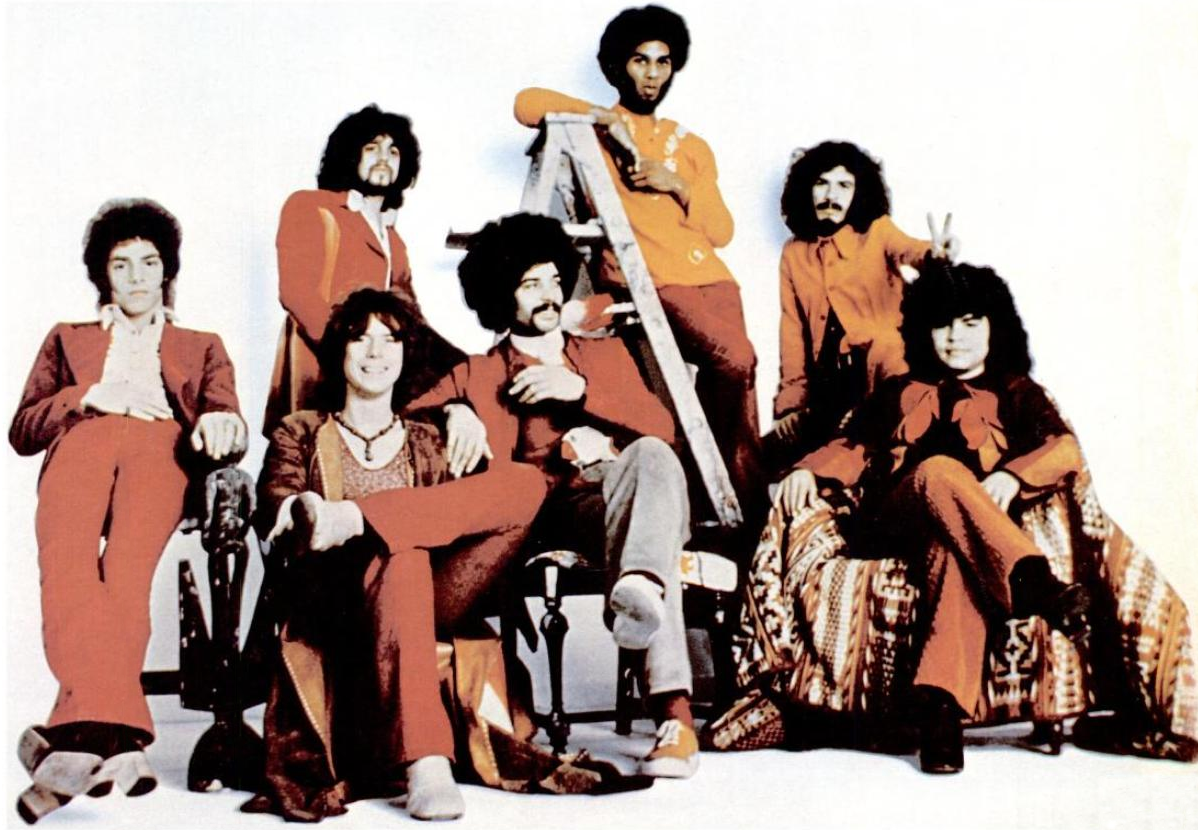
le groupe de rock latino Santana, auteur de l'album Supernatural

Pour les articles homonymes, voir Supernatural.
Albums de Santana
Awakening
(1998) The Essential Santana
(2002)
Supernatural est le 18e album studio du groupe rock latino Santana sorti en 1999.

## Réception
Cet album est le plus grand succès commercial de Santana avec plus de 30 millions d'exemplaires vendus dans le monde.

## Récompenses
L'album a été quinze fois disque de platine, il a reçu neuf Grammy Awards dont celui de l'album de l'année. La chanson Smooth a été no 1 au Billboard pendant douze semaines, Maria Maria fut no 1 pendant dix semaines. Santana et Rob Thomas ont reçu un Grammy Award pour leur collaboration sur Smooth, Santana et Everlast ont eu la même récompense pour Put Your Lights on.

## Titres de l’album
1. (Da Le) Yaleo (S. Mutela, H. Bastien & C. Polloni) – 5:53
2. Love of My Life (C. Santana, J. Brahms & D. Matthews) – 5:47 (avec Dave Matthews & Carter Beauford du Dave Matthews Band ; mélodie : Symphonie n° 3 de Brahms)
3. Put Your Lights On – 4:45 (avec Everlast)
4. Africa Bamba (I. Toure, S. Tidiane Toure, C. Santana & K. Perazzo) – 4:42
5. Smooth (Itaal Shur & Rob Thomas) – 4:58 (avec Rob Thomas)
6. Do You Like the Way (L. Hill) – 5:54 (avec Lauryn Hill & Cee-Lo)
7. Maria Maria (Wyclef Jean, J. Duplessis, C. Santana, K. Perazzo & R. Rekow) – 4:22
8. Migra (R. Taha, C. Santana & T. Lindsay) – 5:28
9. Corazón Espinado (F. Olivera) – 4:36 (avec Maná)
10. Wishing It Was (Eagle-Eye Cherry, M. Simpson, J. King & M. Nishita) – 4:52 (avec Eagle-Eye Cherry)
11. El Farol (C. Santana & K. C. Porter) – 4:51
12. Primavera (K. C. Porter & J. B. Eckl) – 6:18
13. The Calling (C. Santana & C. Thompson) – 12:27 (avec Eric Clapton)
14. Day of Celebration (titre en bonus)

## Musiciens

### Santana
- Carlos Santana : Guitares, chant, congas, percussions
- Tony Lindsay : Chant
- Benny Rietveld : Basse
- Chester D. Thompson : Claviers
- Raul Rekow : Congas
- Karl Perazzo : Percussions, chœurs
- Rodney Holmes : Batterie

### Par titre
- (Da Le) Yaleo :
  - guitare - Carlos Santana
  - claviers - Chester D. Thompson
  - basse - Benny Rietveld
  - batterie - Billy Johnson
  - percussions - Karl Perazzo
  - congas - Raul Rekow
  - chant - Carlos Santana, Karl Perazzo, Tony Lindsay
  - trombone - Jose Abel Figueroa, Mic Gillette
  - trompette - Marvin McFadden, Mic Gillette
- Love Of My Life :
  - guitare - Carlos Santana
  - chant - Dave Matthews
  - claviers - George Whitty
  - basse - Benny Rietveld
  - batterie - Carter Beauford
  - congas & percussions - Karl Perazzo
- Put Your Lights On :
  - guitare, congas, percussions - Carlos Santana
  - guitare rythmique, chant - Everlast
  - claviers - Chester D. Thompson
  - basse - Benny Rietveld
- Africa Bamba :
  - guitare, chœurs - Carlos Santana
  - chant - Karl Perazzo
  - claviers - Chester D. Thompson
  - basse - Benny Rietveld
  - batterie - Horacio Hernandez
  - percussions - Karl Perazzo
  - congas - Raul Rekow
- Smooth :
  - guitare - Carlos Santana
  - chant - Rob Thomas
  - claviers - Chester D. Thompson
  - basse - Benny Rietveld
  - batterie - Rodney Holmes
  - percussions - Karl Perazzo
  - congas - Raul Rekow
  - trombone - Jeff Cressman, Jose Abel Figueroa
  - trompette - Javier Melendez, William Ortiz
- Do You Like the Way :
  - guitare - Carlos Santana
  - guitare rythmique - Francis Dunnery, Al Anderson
  - chant - Lauryn Hill, Cee-Lo
  - claviers - Loris Holland
  - basse - Tom Barney
  - chœurs - Lenesha Randolph, Lauryn Hill
  - saxophone & flûte - Danny Wolinski
  - trombone - Steve Toure
  - trompette & Flugelhorn - Earl Gardner
  - tuba - Joseph Daley
- Maria Maria :
  - guitare, chœurs - Carlos Santana
  - chant - The Product G&B
  - alto - Daniel Seidenberg, Hari Balakrisnan
  - violon - Jeremy Cohen
  - violoncelle - Joseph Herbert
- Migra :
  - guitare - Carlos Santana
  - claviers - Chester D. Thompson
  - accordéon - K. C. Porter
  - basse - Benny Rietveld
  - batterie - Rodney Holmes
  - percussions - Karl Perazzo
  - congas - Raul Rekow
  - chant - Tony Lindsay, Karl Perazzo, K. C. Porter
  - trombone - Ramon Flores, Mic Gillette
  - trompette - Jose Abel Figueroa, Marvin McFadden, Mic Gillette
- Corazon Espinado :
  - guitare - Carlos Santana
  - guitare rythmique - Sergio Vallin
  - chant - Fher
  - claviers - Alberto Salas, Chester D. Thompson
  - basse - Juan D. Calleros
  - batterie - Alex Gonzales
  - timbales & percussions - Karl Perazzo
  - congas - Raul Rekow
  - chœurs - Gonzalo Chomat, Alez Gonzales
- Wishing It Was :
  - guitare - Carlos Santana
  - chant - Eagle-Eye Cherry
  - chœurs - Chad & Earl
  - claviers - Chester D. Thompson
  - basse - Benny Rietveld
  - batterie - Rodney Holmes
  - timbales & percussions - Karl Perazzo
  - congas & percussions - Raul Rekow
  - percussions - Humberto Hernandez
- El Farol :
  - guitare - Carlos Santana
  - guitare rythmique, percussions - Raul Pacheco
  - claviers - K. C. Porter, Chester D. Thompson
  - basse - Benny Rietveld
  - batterie - Greg Bissonette
  - timbales - Karl Perazzo
  - congas - Raul Rekow
- Primavera :
  - guitare - Carlos Santana
  - guitare rythmique - J.B. Eckl
  - claviers - K.C. Porter, Chester D. Thompson
  - basse - Mike Porcaro
  - batterie - Jimmy Keegan
  - timbales & percussions - Karl Perazzo
  - congas & percussions - Luis Conte
  - chant - K. C. Porter
  - chœurs - K. C. Porter, Fher, Tony Lindsay, Carlos Santana, Karl Perazzo
- The Calling :
  - guitare solo, rythmique - Eric Clapton
  - guitare rythmique, percussions :  Santana
  - claviers - Chester D. Thompson
  - chant - Tony Lindsay, Jeanie Tracy
  - programmation : Mike Mani